# José Montiel
Pour les articles homonymes, voir Montiel (homonymie).
José Montiel, né le 19 mars 1988 à Asuncion (Paraguay), est un footballeur paraguayen. Il joue au poste de milieu de terrain avec l'équipe du Paraguay et de la Reggina Calcio. Il mesure 1,73 m pour 71 kg.

## Carrière

### En club
- 2004-2006 : Club Olimpia -  Paraguay
- 2006-2007 : Udinese Calcio -  Italie
- 2007-2008 : Reggina Calcio -  Italie
- 2008-2009 : FC Politehnica Iași (prêt) -  Roumanie
- 2009-2010 : Club Atlético Tigre (prêt) -  Argentine
- 2010-2011 : Reggina Calcio -  Italie

Montiel est un jeune prodige qui a fait ses débuts en première ligue à seize ans.
L'Europe le connaît encore mal mais il rejoindra le club italien de Udinese après la Coupe du monde 2006.

### En équipe nationale
Il faisait partie de l'équipe du Paraguay qui a remporté le championnat d'Amérique du Sud des moins de 15 ans en 2004.
Il a fait ses débuts internationaux le 8 octobre 2005 contre l'équipe du Venezuela, il avait 17 ans.
Montiel participe à la coupe du monde 2006 avec l'équipe du Paraguay.

## Palmarès
- 5 sélections avec l'équipe du Paraguay (au 25 mai 2006)